# Emilíana Torrini
 (août 2012).
Si vous disposez d'ouvrages ou d'articles de référence ou si vous connaissez des sites web de qualité traitant du thème abordé ici, merci de compléter l'article en donnant les références utiles à sa vérifiabilité et en les liant à la section « Notes et références ».
Pour les articles homonymes, voir Torrini.

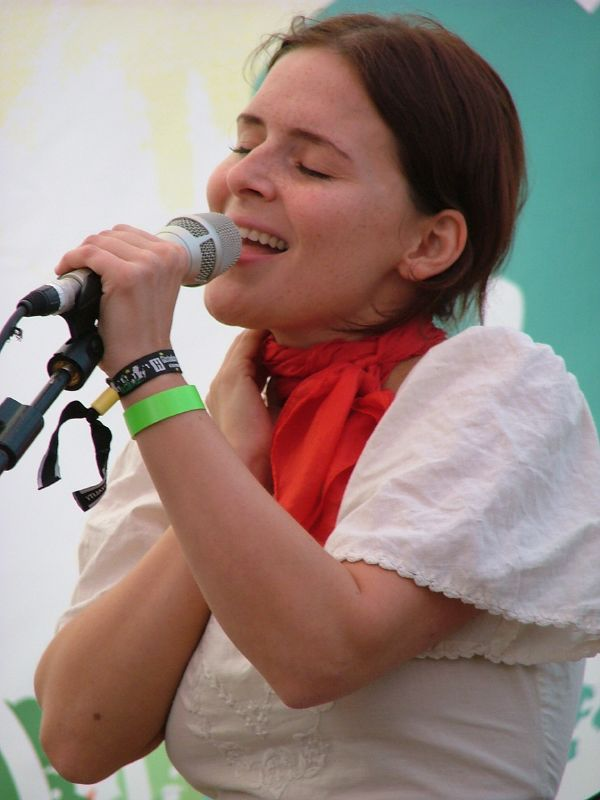
Emilíana Torrini au Festival de Glastonbury en 2005

Emilíana Torrini Davíðsdóttir née le 16 mai 1977 à Kópavogur, en Islande est une chanteuse islandaise d'origine italienne.

## Biographie
Elle est la fille d'un père italien restaurateur et d'une mère islandaise. À 7 ans, elle intègre une chorale et y chante en tant que soprano. En 1992, âgée alors de 15 ans, elle intègre l’Ecole de l’Opéra de Reykjavik. 
Elle se fait connaître en 1999 grâce à sa première sortie mondiale Love in the Time of Science, un album produit par Roland Orzabal de Tears for Fears (sorti le 24 octobre 1999 aux États-Unis et le 22 novembre 1999 au Royaume-Uni). Le titre de l'album est une référence au roman de Gabriel García Márquez, L'Amour aux temps du choléra (Love in the Time of Cholera).
Elle a alors déjà sorti deux albums solo, Merman et Crouçie d'où là en Islande, son pays d'origine, et a fait partie d'un petit groupe local Spoon avec lequel elle a sorti un album. Elle collabore également un temps avec le collectif Gus Gus, en 1996, prêtant sa voix à deux chansons de leur premier album.
Emilíana Torrini fait alors quelques prestigieuses collaborations. Elle chante Gollum's Song, le thème final du film Le Seigneur des anneaux : Les Deux Tours de Peter Jackson composé par Howard Shore, et elle coécrit le titre Slow pour Kylie Minogue en 2003. Parmi ses autres collaborations, la chanson Until the Morning de Thievery Corporation a été utilisée comme musique pour la publicité télévisuelle pour la Fiat Croma, fin 2005.
Sorti le 31 janvier 2005 au Royaume-Uni et le 26 avril 2005 aux États-Unis, Fisherman's Woman est un album résolument acoustique, très loin de l'ambiance électronique du précédent. Les chansons Lifesaver, "Sunnyroad et Heartstopper ont été publiées en single.
Son cinquième album, Me and Armini, est produit par Dan Carey et sort le 8 septembre 2008. Il reste dans la continuité du précédent avec une orientation majoritairement pop folk. Trois singles sont tirés de l'album : « Me and Armini », « Big Jumps » et « Jungle Drum ».
En 2009, sa chanson Beggar's Prayer est utilisée en ouverture de l'épisode 1-05 de la série policière américaine Castle. En 2010, la chanson Birds (extraite de l'album Me And Armini) a été utilisée pour la publicité du parfum Chrome d'Azzaro. En 2011, on la retrouve en collaboration de la bande originale du film Sucker Punch, avec le titre White Rabbit (reprise de Jefferson Airplane).
Tookah est le sixième album studio enregistré par la chanteuse islandaise. Il a été produit par Dan Carey sur trois ans, de fin 2011 à l'été 2013. L'album a été publié en septembre 2013.
En 2016, Emiliana Torrini entame une collaboration avec le groupe The Colorist Orchestra, duo belge spécialiste de la réorchestration. Enregistré en live, Emiliana Torrini et The Colorist Orchestra contient 9 titres issus de sa discographie, complétés par deux compositions originales. L’opus est paru le 9 décembre 2016.
Elle récidive six ans plus tard, avec l'album Racing The Storm, dont la sortie est prévue le 17 mars 2023. Un premier single, Right Here, sort fin 2022. Le morceau est décrit par Radio France comme une ballade nocturne, calme et voluptueuse, qui mêle pop de chambre et fragilité lumineuse.

## Style musical
Emiliana Torrini fait partie de ces quelques voix contemporaines immédiatement identifiables, qui combine des éléments de différents styles musicaux pour créer un son unique. Son style musical principal est dans le domaine de la pop-folk, mais elle incorpore également des éléments de musique électronique, d'ambiance et de musique traditionnelle islandaise dans ses œuvres. Sa musique est souvent caractérisée par des mélodies douces et hypnotiques, des paroles profondes et des harmonies riches. 

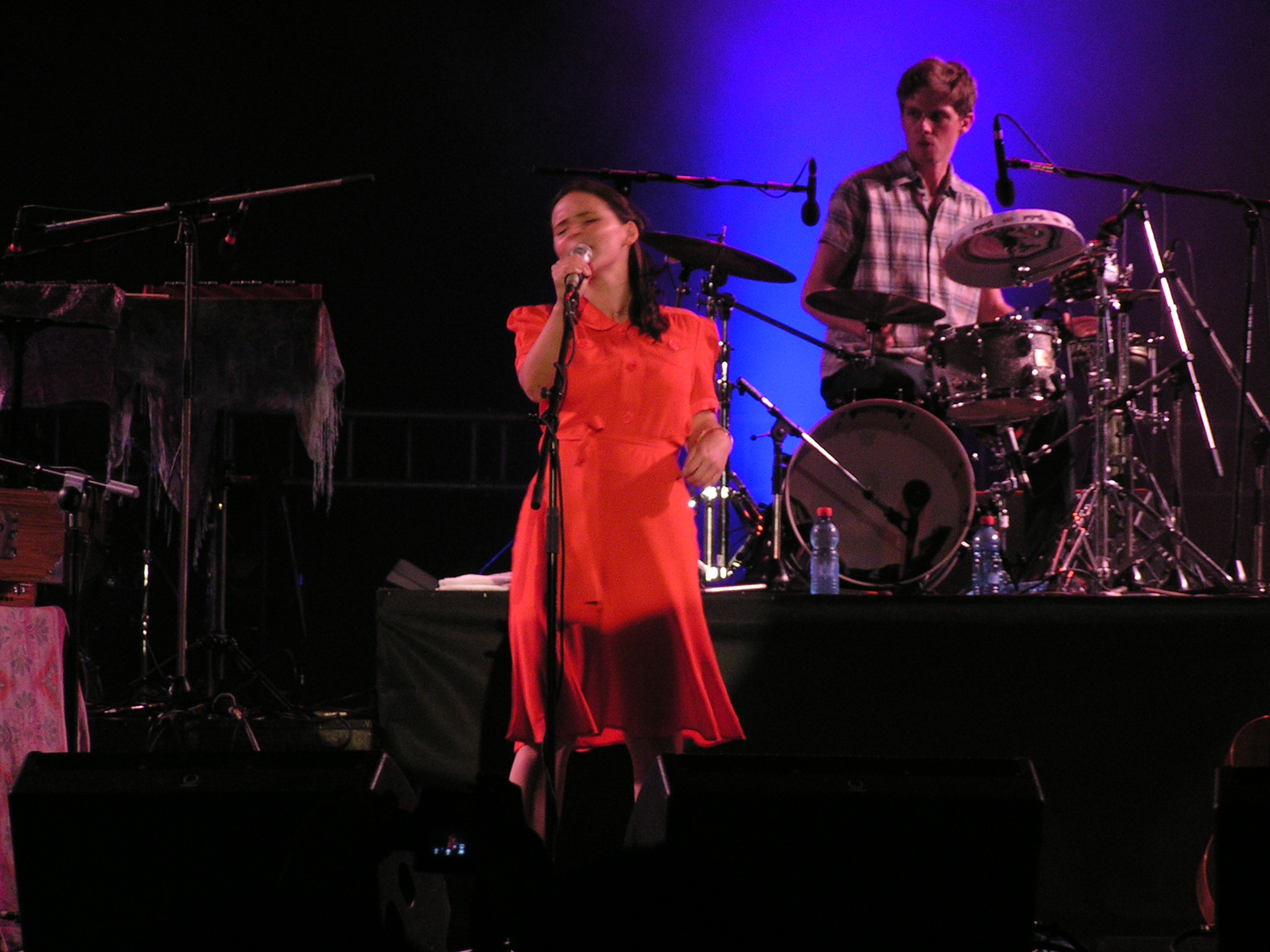
Emiliana Torrini, Orange Music Haifa 2005.

## Discographie

### Albums studio
- 1994 : Spoon (sorti en Islande uniquement)
- 1995 : Crouçie D'où Là (sorti en Islande uniquement)
- 1996 : Merman (sorti en Islande uniquement)
- 1999 : Love in the Time of Science
- 2000 : Rarities (Album promotionnel)
- 2005 : Fisherman's Woman
- 2008 : Me and Armini
- 2010 : Rarities (réédition)
- 2013 : Tookah
- 2016 : The Colorist & Emiliana Torrini (avec The Colorist Orchestra)
- 2023 : Racing the Storm (avec The Colorist Orchestra)[10]
- 2024: Miss Flower

### Singles
- 1999 - Baby Blue
- 1999 - Dead Things
- 1999 - To be free
- 2000 - Easy
- 2000 - Unemployed in Summertime
- 2005 - Sunnyroad
- 2005 - Heartstopper
- 2008 - Me and Armini
- 2008 - Big Jumps
- 2009 - Jungle Drum
- 2013 - Hold Heart
- 2013 - Tookah
- 2013 - Animal Games
- 2014 - Autumn Sun
- 2022 - Right Here

### Collaborations
- 1997 - Is Jesus Your Pal? (voix) (GusGus, Polydistortion)
- 1997 - Why? (voix) (GusGus, Polydistortion)
- 2002 - Heaven's Gonna Burn Your Eyes (voix) (Thievery Corporation, The Richest Man in Babylon)
- 2002 - Hold Your Hand (voix) (Paul Oakenfold, Bunkka)
- 2002 - Until the Morning (voix) (Thievery Corporation, The Richest Man in Babylon)
- 2011 - White Rabbit (BO) (Zack Snyder, Sucker Punch)
- 2013 - Life and Death (BO) (Robin Foster, Metro Manila Soudtrack)
- 2013 - Moi moi (voix) (Albin de la Simone, Un homme)
- 2013 - Go with the Flow (voix) (Olivier Libaux, Uncovered Queens of the Stone Age)
- 2017 - Music To Draw To : Satellite  (voix) - Kid Koala